# حزب الفضيلة الإسلامي العراقي
حزب الفضيلة الإسلامي، هو أحد الأحزاب السياسية الإسلامية في العراق . زعيمه الروحي محمد موسى اليعقوبي، أحد طلاب محمد الصدر، تشكل الحزب أثناء الانتفاضة الشعبانية عام 1991 كحزب يعارض حكومة الرئيس العراقي السابق صدام حسين. المؤسس هو نديم الجابري .ويسعى لتحقيق أهدافه المشروعة المستمدة من ثوابته الإسلامية والوطنية .

## الهوية التعريفية
هو حزب سياسي إسلامي ذو شخصية اعتبارية وقانونية تبلورت أفكاره الأولى بين مجموعة من المجاهدين في مرحلة الديكتاتورية حاملاً تطلعات العراقيين ومستوعباً لهمومهم وآمالهم رغم قساوة الظروف آنذاك والتي استدعت تأجيل بناء الهيكل التنظيمي للحزب وإعلانه إلى ما بعد سقوط الديكتاتورية في العراق، يسعى الحزب إلى بناء دولة عراقية حديثة مستقلة ذات نظام سياسي يستمد مشروعيته من تفويض الشعب.

## الجذور التاريخية
بعد حادث استشهاد محمد محمد صادق الصدر تعرض أتباعه خصوصاً أئمة الجمع والشخصيات المعروفة في الخط الشريف للمطاردة والاعتقال، لا سيما بعد قيام مجاميع من الأتباع المخلصين بتبني خطة للمواجهة المسلحة مع النظام بهدف إسقاطه فيما عرف بـ (ساعة الصفر) و(انتفاضة 17 آذار) والتي لم يكتب لها النجاح لأسباب عديدة، ثم عانى هؤلاء المجاهدون الأمرين من بطش النظام مطاردة واعتقالاً وقتلاً وهدماً للبيوت وتشريدا للعوائل بعد فشل انتفاضتهم مما اضطرهم للهرب أو التواري في المنافي والأمصار، وفي نفس الوقت كانت مجاميع ممن لم تكن أنظار النظام تترصدهم تتابع شؤون أخوانهم المطاردين وتتفقد عوائلهم وتتولى رعايتها بما يشبه نشاط منظمات المجتمع المدني حاليا فيما كانت مجاميع أخرى تنشط في طباعة واستنساخ النشرات الثقافية والتسجيلات المرئية للقاءات الصدر وخطب الجمعة ثم فتاوى الشيخ محمد اليعقوبي في مستحدثات المسائل، ووصاياه وآراءه، فقد كان معظم أتباع الصدر يعلمون أنه أوصى بأن تؤول أمور حوزته إلى تلميذه المبرز الشيخ محمد اليعقوبي من بعده، ومن تلك المجاميع كانت الطليعة التي تشكل منها الحزب بعد سنوات قليلة. 

فبعد فترة وجيزة على حادث اغتيال الصدر أخذت مواجهة الخط الرسالي مع النظام منحى آخر، فقد تسارعت وتيرة الأحداث حينما وجد النظام الاستبدادي نفسه في مواجهة مصيرية مع التحالف الدولي الذي شكلته وحدة المصالح العليا للدول الكبرى والذي ضيق الخناق على الطاغية بعد حادث تفجير برجي التجارة في نيويورك وإعلان الحرب الشاملة على (الإرهاب)، في تلك المرحلة قام الشيخ اليعقوبي بحركة جريئة انطوت على الكثير من المجازفة حينما باشر الخطوات الأولى لتشكيل الحزب، يقول سماحته في وصف تلك المرحلة: 

"فقد قمت في السنتين الأخيرتين من عمر النظام بحركة جريئة فيها الكثير من المجازفة وذلك حين شعرت بالحاجة إلى تشكيل حزب سياسي، لأني توقعت أحد أمرين في ظل التصعيد بين صدام والحلفاء الغربيين:

(أحدهما) تنفيذ الحلفاء لتهديداتهم وبدء عمليات عسكرية تنتهي بسقوط صدام ونظامه وإقامة عملية سياسية تعددية كما كانوا يعدون.
(ثانيهما) سعي صدام لفك عزلته الخارجية بالانفتاح على الشعب وكسبه إلى جانبه، فيسمح بتعددية سياسية ويعطي فرصة بدرجة من المقبولية للشعب ليعبر عن إرادته، ويحقق شراكة في إدارة البلاد لكل القوميات والطوائف. وعلى كلا التقديرين فإن من الضروري وجود كيان سياسي يمثل الشريحة الواسعة التي تنتمي إلى الخط الرسالي.

وكان مجرد التفكير بمثل هذا المشروع فضلا عن البوح به والسعي لتنفيذه يعتبر جريمة كبرى من وجهة نظر النظام، ولا بد من الانتقاء الدقيق لمن نكلفهم بالأمر وقررت أن يكونوا من التكنوقراط وأساتذة الجامعات والذين أعرف جملة منهم.

واخترت ليكون على رأس هذا التشكيل أستاذا جامعيا من بغداد متخصصا في العلوم السياسية، وكان ممن وإلى الصدر في حياته وانخرط في حركته، وألف –في ذروة حركة الصدر في شباط 1998- كراسا عن أبعاد ولاية الفقيه وقيادة الأمر عند الصدر وعرضه بواسطة أحد الفضلاء على الصدر الذي اعترض أول ما اعترض على عنوان الإمام لأنه يراه مختصا بالأئمة المعصومين (ع).

وبعد استشهاد الصدر عرفه لي بعض الفضلاء من طلبة جامعة الصدر، والتقينا به عدة مرات وتبادلنا أحاديث متنوعة لاختبار شخصيته، وكنت الأمس الموضوع من بعيد لأكتشف استعداده وقناعته بالأمر والظروف المناسبة، حتى فاتحته بالمشروع وأقتنع به.

بقيت إجراءات تشكيل الحزب قيد الكتمان ومحصورة بعدد قليل من النخب التي اختبر الشيخ اليعقوبي حرصها ووعيها، لحين سقوط الديكتاتورية مطلع العام 2003، حيث سارع سماحته لتنفيذ مشروعه الذي خطط له في المرحلة السابقة، فباشر بتشكيل المؤسسات التي وضع أسسها وبرامجها وحدد أهدافها مسبقا، وكان سفره إلى بغداد حدثا تاريخيا في حياة الخط الرسالي إذ أقيمت صلاة الجمعة في الصحن الكاظمي الشريف بإمامته وأعلن خلال خطبتها اجتهاده الشريف. وبحضور الجماهير أول صلاة جمعة بعد التغيير بإمامة الشيخ محمد اليعقوبي في الصحن الكاظمي المبارك أعلن حزب الفضيلة الإسلامي عن حضوره في الساحة السياسية، ثم تلتها تلبيته دعوة سماحة المرجع لتنظيم مسيرة حاشدة بمناسبة ذكرى شهادة الرسول الأعظم (ص) التي صادفت يوم 28 نيسان 2003 للمطالبة بإشراك الحوزة العلمية في عملية تأسيس الدولة العراقية الجديدة باعتبار الحوزة صمام أمان لوحدة الشعب ومصالحه، تلك المسيرة التي تصدرتها قيادة الحزب وجماعة الفضلاء وطالبت ببناء العراق الجديد على أسس سليمة .

## الأسس والمرتكزات
أن المستقرئ لسنن التاريخ يعلم أن التجديد لن يتوقف ما دامت الحياة في تطور لذا فقد طرحت المرجعية الرشيدة رؤية جديدة في تعريف مفهوم (السياسة) يتوافق مع فهمها الواعي لمعالم المدرسة الصدرية الشريفة حيث عرفت السياسة على أنها (فن رعاية مصالح العباد) وهو المفهوم الذي يلتزم به حزب الفضيلة الإسلامي.

كما أن الحزب يفهم بأن العمل السياسي من الواجبات الشرعية التي يجب على الإنسان المسلم الواعي والكفوء والقادر عليه التصدي له والانخراط فيه فهو من أوضح مصاديق الأمر بالمعروف والنهي عن المنكر وهما الفريضتان المعظمتان في الدين الإسلامي والتي لا يصلح المجتمع إلا بهما، بناءا على ذلك فهو يرى أن تجنيد ثلة من المخلصين في مؤسسات النظام سيحقق الغاية التي المتوخاة من العمل السياسي.

بعد هذه المقدمة يمكن أجمال الأسس التي انطلقت منها فكرة تأسيس الحزب بالآتي:
 أولا :  أن التنظيم ضرورة في التشكيلات المؤسساتية التي تعتمد العمل المجموعي يقتضيها تعدد الواجبات واختلاف التخصصات وتنوع المهام مما يجعل التنظيم ضرورة أساسية للعمل.
 ثانيا :  إن العمل ضمن الإطار الحزبي يكون إيجابياً إذا كان نظيفاً في سلوكه وأهدافه أي من حيث النظرية والتطبيق فيكون الحزب قناة أو آلية للعمل في سبيل الوصول إلى الأهداف الصحيحة.
 ثالثا :  يؤمن الحزب بأن نظام الحكم في الإسلام يبتني على ولاية الفقيه الجامع للشرائط إلا أن موانع عديدة تحول الآن عن السعي لتحقيقه على أرض الواقع لذا فإن الخيار الأقرب للشرعية هو إجراء الانتخابات لاختيار ثلة تقوم بإدارة البلد ومستند هذه الشرعية تفويض الناخبين لهذه الثلة باعتبار أن الأصل عدم ولاية أحد على أحد إلا إذا فوّضه بذلك.
 رابعا :  إن هذا النمط من العمل السياسي - التداول السلمي للسلطة عن طريق صناديق الاقتراع- يتطلب أن يكون لأبناء الشعب واجهات أو عناوين تعبر عن آمالهم وتطالب بحقوقهم وتسعى لتحقيق طموحاتهم وتدخل نيابة عنهم في كل التفاصيل العملية السياسية ابتداءاً من المجالس البلدية إلى البرلمان والحكومة ورئاسة الجمهورية وقد تتعدد هذه الواجهات بحسب تعدد القناعات بها.
 خامسا :  مع احترامنا الكبير للجهات السياسية التي تساهم بإخلاص في بناء عراق حر كريم إلا أنها غير مستوعبة لتوجهات كل الشعب وحائزة على قناعته فتوجد شرائح أخرى من المجتمع غير منتمية لها ولا يمكن تجاهلها وإهمال دورها في بناء العراق الجديد.
 فمن هنا نشأت الحاجة إلى انبثاق حزب من هذه الشريحة يمثلها ويتحدث باسمها ولا ينغلق عليها بل هو منفتح لكل من يؤمن بأهدافه ويقتنع ببرنامج عمله. 

## الأهداف
- نشر الفضيلة في المجتمع ومنع الفساد والإنحراف .

- إيصال العناصر الكفوءة والنزيهة إلى المواقع المسؤولة في إدارة البلد على جميع المستويات .

- الارتقاء بمستوى الوعي والثقافة والعلم لدى أبناء المجتمع .

- تحقيق العدالة في الأمة واستقرار الأمن وإنعاش الوضع الاقتصادي .

- الحفاظ على وحدة البلد وتركيبته الاجتماعية واستقلاله .

- توفير الحقوق والحريات لجميع فئات الشعب وطوائفه وأعراقه بما لا ينافي الفقرات أعلاه.

- الحوار مع جميع التيارات الممثلة لفئات الشعب والانفتاح عليها .

- تنسيق المواقف تجاه القضايا العامة مع الأحزاب والحركات الإسلامية .

## المبادئ
منهج عمل الحزب يبتني على المبادئ التالية لبناء الدولة العراقية:
- الإسلام شريعة ومنهجا للحياة.

- المحافظة على استقلال العراق ووحدته.

- الالتزام بالدستور واعتباره المرجع الأساس في جميع القضايا التي يختلف عليها، وعلوية القانون.

- تفعيل عمل مؤسسات النظام السياسي مع الالتزام بمبدأ الفصل بين السلطات.حكومة مركزية كفوءة وقوية تساندها حكومات محلية واسعة الصلاحيات في المحافظات.

```
إتخاذ كافة التدابير لمحاربة الإرهاب والتطرف وتحريمهما، نبذ الثقافة التي تروج للطائفية والشوفينية وكافة أشكال التفرقة والتمييز العنصري.
```

- الشراكة السياسية في الحكومة ونبذ سلوكية الإقصاء والتفرد والديكتاتورية.

- تعزيز دور العراق وفاعليته ضمن محيطه العربي والإقليمي والدولي.

- تكليف ذوي الكفاءة والاختصاص بوضع الدراسات والمعالجات والتخطيط الإستراتيجي للسياسات المختلفة.